# Politikåret 1993

## Händelser

### Januari
- 1 januari – Tjeckoslovakien delas i Tjeckien och Slovakien.[1]
- 12 januari – Irland godkänner EES-avtalet.
- 20 januari – Bill Clinton efterträder George Bush som USA:s president.

### Februari
- 1 februari – EG inleder medlemsförhandlingar med Sverige, Finland och Österrike.

### April
- 8 april – FN erkänner Makedonien.[2]

### Maj
- 24 maj – Eritrea blir självständigt från Etiopien.[3]

### Juli
- 19 juli – I Sverige föreslår Miljöpartiet de Gröna en nordisk union som alternativ till EG.

### Augusti
- 25 augusti – Sametinget håller sitt första möte.

### September
- 8 september – PLO erkänner staten Israel.
- 9 september – Israel erkänner PLO som det palestinska folkets företrädare.
- 21 september – Rysslands president Boris Jeltsin upplöser ryska parlamentet och utlöser nyval till december 1993. Parlamentet förklarar Boris Jeltsin avsatt och utser Aleksandr Rutskoj till ny statschef.

### November
- 1 november – Maastrichtfördraget träder i kraft och EG blir EU.
- 7 december – Ett övergångsråd bildas i Sydafrika där landets alla folkgrupper finns representerade.

### December
- 16 december – Makedonien blir självständigt.
- 21 december – Europeiska kommissionen meddelar att Sverige får behålla snuset och Systembolaget.
- 22 december – Sydafrikas parlament avskaffar apartheid.
- 30 december – Israel och Vatikanstaten upprättar diplomatiska förbindelser.

## Val och folkomröstningar
- 26 januari – Vaclav Havel väljs till president i Tjeckien.
- 16 maj – Val till de svenska samernas eget parlament, Sametinget, äger rum för första gången.
- 18 maj – Folkomröstning om Edinburghavtalet i Danmark.
- 13 september – Stortingsval i Norge.
- 14 november – Vid en folkomröstning i Puerto Rico säger 48 % av de deltagande nej till att bli en delstat i USA.[4]

## Organisationshändelser
- 7 januari – Gudrun Schyman väljs till ny partiledare för Vänsterpartiet efter Lars Werner.

## Avlidna
- 1 april – José María Lemus, El Salvadors president 1956–1960.
- 11 april – Rahmon Nabijev, Tadzjikistans president 1991–1993.
- 17 april – Turgut Özal, Turkiets president 1989–1993.
- 1 maj – Ranasinghe Premadasa, Sri Lankas president 1989–1993.
- 9 september – Maurice Yaméogo, Övre Voltas förste president 1960–1966.
- 21 oktober – Melchior Ndadaye, Burundis president 10 juli–21 oktober 1993.
- 31 december – Zviad Gamsachurdia, Georgiens förste president 1991–1992.

### Fotnoter
1. ↑  ”Czech Republic” (på engelska). World Statesmen. http://www.worldstatesmen.org/Czech_Republic.html#Czechoslovakia. Läst 23 september 2012.
2. ↑  ”Macedonia” (på engelska). World Statesmen. http://www.worldstatesmen.org/Macedonia.htm. Läst 23 november 2012.
3. ↑  ”Eritrea” (på engelska). World Statesmen. http://www.worldstatesmen.org/Eritrea.html. Läst 23 september 2012.
4. ↑  ”Puerto_Rico” (på engelska). World Statesmen. http://www.worldstatesmen.org/Puerto_Rico.html. Läst 22 november 2012.